# 海南墨頭魚
海南墨頭魚（学名：Garra hainanensis）为輻鰭魚綱鯉形目鲤科墨头鱼属的其中一種，該物種分布於亞洲中國海南島，棲息在中底層水域，生活習性不明。其种加词“hainanensis”意为“海南的”。